# تيرينس هولت
تيرينس هولت (بالإنجليزية: Terrence Holt)‏ هو لاعب كرة قدم أمريكية أمريكي، ولد في 5 مارس 1980 في غيبسونفيل في الولايات المتحدة.

## وصلات خارجية
- تيرينس هولت على موقع مرجع كرة القدم المحترفة.كوم (الإنجليزية)